# Berkut (Spezialeinheit)

Patch „Berkut“ in der russischen Polizei.

Berkut (ukr. Беркут „Steinadler“) war eine Spezialeinheit der ukrainischen Milizija, die dem Innenministerium unterstellt war. Lag der Aufgabenbereich in polizeilichen Sonderlagen wie Krawall- und Aufstandsbekämpfung, Spezialeinsätzen und Terrorismusbekämpfung, beging sie selbst während des Euromaidan Menschenrechtsverletzungen, indem sie Folterungen durchführte, auf Protestierende schoss und so die Mehrzahl der zivilen Todesopfer auf dem Maidan zu verantworten hatte. Auf der Krim besteht seit März 2014 wieder eine Berkut-Einheit, die dem russischen Innenministerium unterstellt ist.

## Geschichte

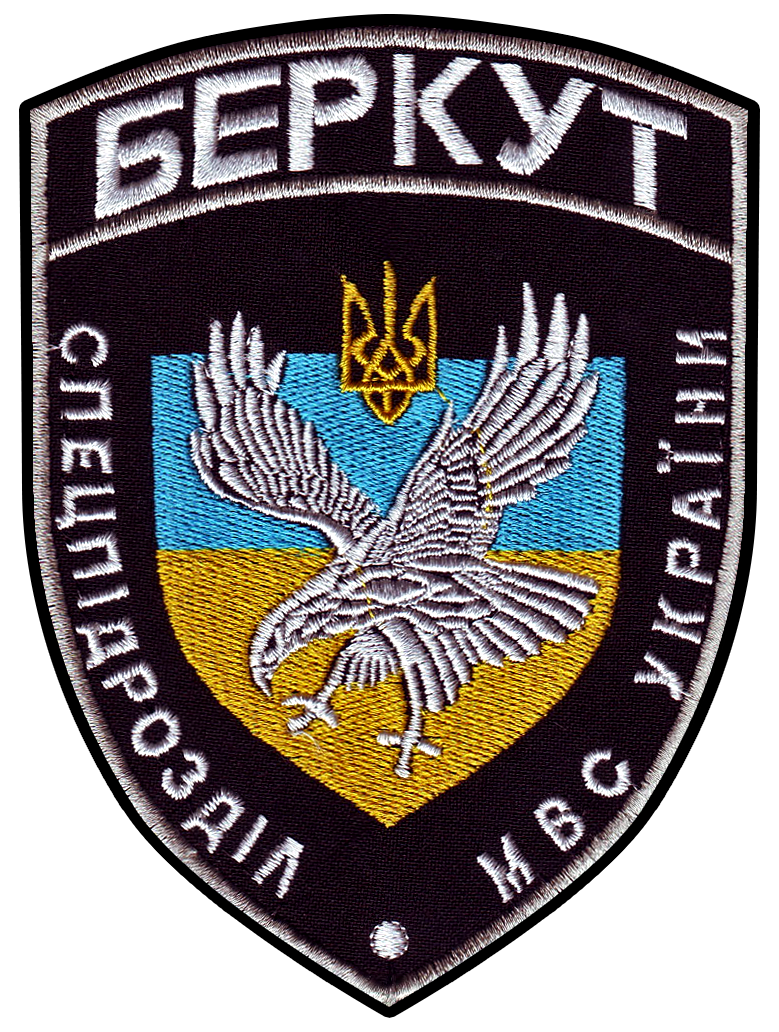
Emblem der Berkut-Einheiten des ukrainischen Innenministeriums

1988 wurden in der gesamten Sowjetunion und somit auch auf dem Territorium der Ukrainischen SSR OMON-Einheiten in größeren Städten gegründet bzw. stationiert. Nach der Auflösung der Sowjetunion wurden die OMON-Einheiten den jeweiligen Sicherheitsbehörden der Nachfolgestaaten unterstellt. In der Ukraine wurde die OMON in Berkut umbenannt und 1992 wurde beschlossen, in jeder Hauptstadt einer Oblast eine Einheit zu stationieren. Je nach Oblast bestanden die Einheiten aus 50 bis zu 600 Mann. Im Januar 2008 bestand die Einheit aus zwei Regimentern, sechs Bataillonen und 19 Kompanien mit insgesamt 3250 Mitgliedern. Die Mitglieder der Berkut stammten im Jahr 2013 überwiegend aus den östlichen Regionen der Ukraine sowie der Krim.

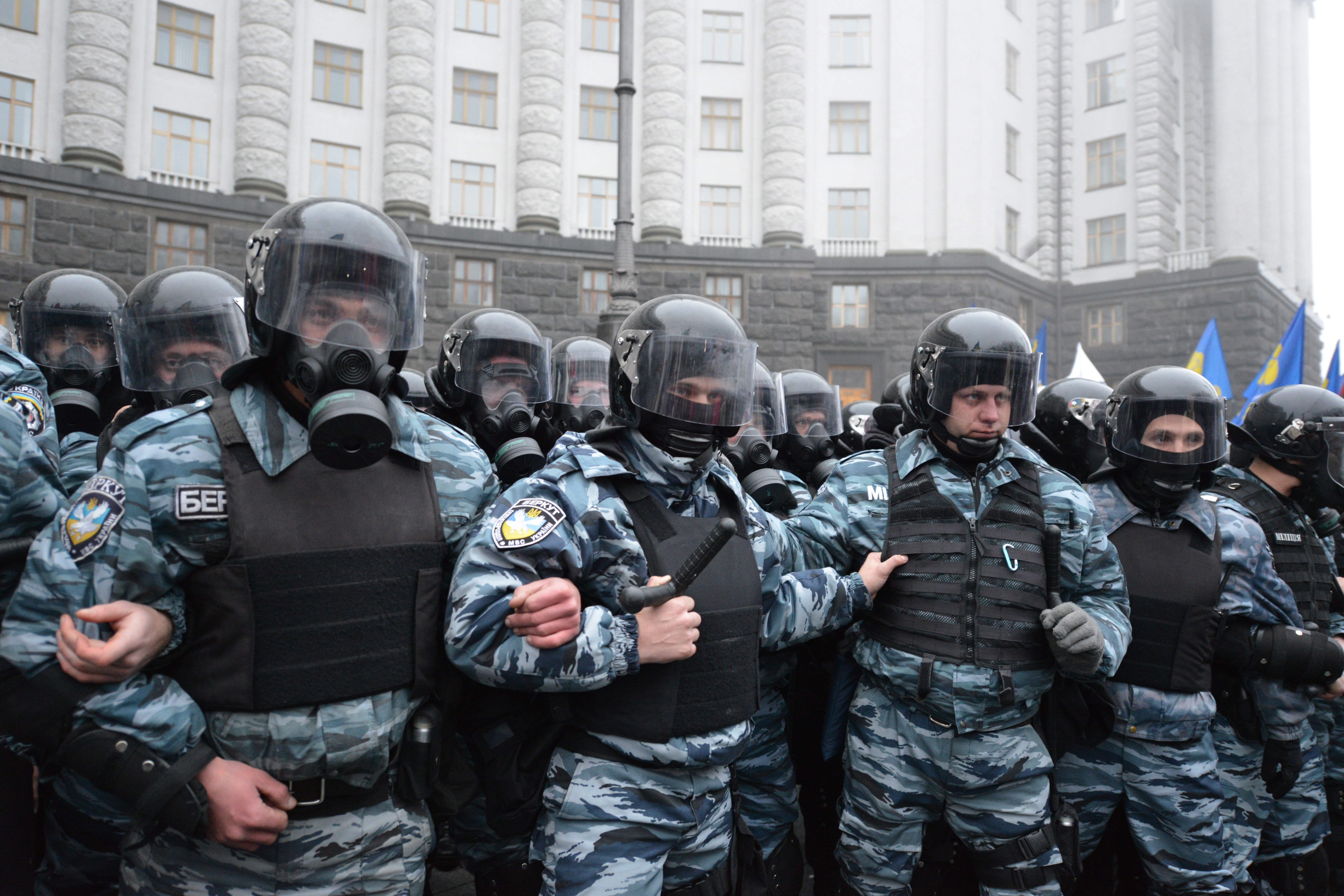
Berkut-Einheiten bei einer Großdemonstration 2013

Nach den Protesten im Rahmen des Euromaidan in Kiew Anfang 2014 wurden die Berkut-Einheiten für gewaltsame Einsätze gegen Demonstranten und für Todesopfer verantwortlich gemacht.
In der letzten Februarwoche 2014 geriet die Einheit zunehmend unter Druck. Die Kommandeure befürchteten, dass sie es sein würden, denen man die Verantwortung für die Opfer und mögliche zukünftige Tote anlasten würde. Sie nahmen an, zornige Demonstranten würden die Berkut-Polizisten öffentlich aufhängen oder erschießen, während sich die politisch Verantwortlichen davonmachten. Weiterhin wirkte sich der Diebstahl von Waffen aus einem Lager bei Lwiw auf die Lageeinschätzung der Polizisten aus, da sie annehmen mussten, die Waffen würden in Kürze Kiew erreichen und gegen sie eingesetzt. Kontaktversuche mit vorgesetzten Stellen im Innenministerium blieben erfolglos. Am 21. Februar wurde die  Vereinbarung über die Beilegung der Krise in der Ukraine zwischen der Janukowytsch-Regierung und der Opposition ausgehandelt. Noch während der Unterzeichnungszeremonie begann am 21. Februar der Abzug der Polizeieinheiten aus den Regierungskomplexen der Hauptstadt. Wer genau den Abzugsbefehl zu verantworten hatte, ist unklar. Der Stellvertretende Innenminister Viktor Dubovik befahl nach Angabe eines Kommandeurs, seine Berkut-Einheit abzurücken, und vermittelte Kontakt zu Oppositionellen, die die Polizisten aus der Stadt eskortieren. Im Verlauf des 21. Februar wurden nahezu alle Polizeieinheiten und Wachen abgezogen, so dass der ukrainische Präsident Wiktor Janukowytsch beschloss aus Kiew zu fliehen.
Am 24. Februar wurde in der Werchowna Rada ein Gesetzentwurf zur Auflösung der Berkut-Einheiten eingereicht. Der amtierende Innenminister der Ukraine, Arsen Awakow, verfügte am 26. Februar 2014 die Auflösung der Sondereinheit. Awakow erklärte, das Innenministerium werde rund 3000 Berkut-Angehörige zu ihrer Rolle und ihrem Verhalten bei den Einsätzen gegen Protestierende befragen. Die Ukraine wolle eine neue Spezialeinheit zum Schutz der öffentlichen Ordnung aufbauen, die bisherigen Berkut-Einheiten seien diskreditiert.
Dagegen erklärte der Bürgermeister der russisch dominierten Stadt Sewastopol auf der Krim, Aleksej Tschalyj, die dort stationierte Berkut-Einheit werde nicht aufgelöst. Er kündigte an, den Berkut-Angehörigen weiterhin ihre Gehälter zahlen zu wollen. Sie sollten an den Kontrollstellen auf den Straßen nach Sewastopol Dienst tun. Bei ihrer Rückkehr aus Kiew wurden die Berkut-Angehörigen gefeiert. Sie baten öffentlich um Vergebung dafür, dass sie „die Faschisten“ in Kiew „nicht aufhalten konnten“.
Auf seiner am 28. Februar 2014 in Rostow am Don abgehaltenen Pressekonferenz verteidigte der abgesetzte ukrainische Präsident Wiktor Janukowytsch den Einsatz der in Kiew eingesetzten Berkut-Einheiten. Ein Schießbefehl sei von ihm nicht erteilt worden. Vielmehr seien die Berkut-Polizisten „verbrannt, beschossen und getötet“ worden. Er habe sich bei ihnen entschuldigt. Ebenfalls am 28. Februar teilte das Außenministerium in Moskau mit, dass Russland Berkut-Angehörige bevorzugt einbürgern wolle. Das russische Generalkonsulat in Simferopol habe entsprechende Anweisungen erhalten. Nach der Annektierung der Krim zu Russland wurde die örtliche Berkut-Einheit unter ihrem alten Namen als Polizeitruppe in das russische Innenministerium integriert. Der russische Innenminister Wladimir Kolokolzew erklärte, die Berkut-Einheiten hätten während des Euromaidan Mut und Tapferkeit bewiesen.

## Verfahren
An einem Kiewer Bezirksgericht läuft (Stand Mai 2017) ein Verfahren gegen 26 ehemalige Mitglieder der Sondereinheit wegen Terrorismus und Mord an 48 Demonstranten. Von diesen 26 Personen befanden sich im Mai 2017 über 20 in Russland. Einige der angeklagten Berkut-Polizisten haben inzwischen die russische Staatsbürgerschaft angenommen und arbeiten für die russische Polizeieinheit OMON. Ein ehemaliger Berkut-Kommandant, Sergej Kusjuk, der die erste gewaltsame Niederschlagung der Euromaidan-Proteste am 30. November 2013 in Kiew befohlen hatte, wurde im Juni 2017 bei Anti-Korruptionsprotesten in Moskau gefilmt, wie er eine Gruppe von OMON-Polizisten anleitet.
Im Jahr 2014 berichtete die unabhängige Minsker Zeitung Salidarnasts auf ihrer Website, ehemalige Mitarbeiter des ukrainischen Berkut seien bei der belarussischen OMON beschäftigt. Eine von Radio Free Europe erbetene Stellungnahme lehnte der Pressesprecher des belarussischen Innenministeriums, Konstantin Schalkewitsch, ab, da „das Innenministerium keine Kommentare zu minderwertigen Aufsätzen zu einem freien Thema im Internet veröffentlicht“. Die belarussische Zeitung Nowy Tschas identifizierte 2020 ehemalige Mitarbeiter der aufgelösten Berkut in den Reihen der belarussischen OMON. Sie setzte die Investigation 2021 fort und identifizierte weitere solcher Personen.

## Aufgaben
Die Berkut-Einheiten wurden in bewaffneten Spezialoperationen eingesetzt, um Verbrechen der organisierten Kriminalität zu bekämpfen, Geiselbefreiungen durchzuführen, aber auch, um bei Massenveranstaltungen für die öffentliche Sicherheit zu sorgen.

## Einsätze
Mitglieder der Spezialeinheit wurden u. a. bei der Eindämmung der Orangen Revolution und dem Euromaidan in Kiew eingesetzt. Nach Angaben der Organisatoren der prorussischen Proteste wurden dabei fünfzehn Angehörige der Spezialeinheit getötet. Ebenso schossen Mitglieder der Einheit auf Protestierende während des Euromaidan.

## Kritik
Die Spezialeinheit erregte im Januar 2014 Aufsehen, als der „Ukrainische unabhängige Rat jüdischer Frauen“ der Berkut Antisemitismus vorwarf. Auf der Facebookseite von Berkut finden sich zahlreiche Inhalte, welche unter anderem die jüdischen Wurzeln und Verbindungen von Politikern wie Julija Tymoschenko, Vitali Klitschko, Arsenij Jazenjuk und Oleh Tjahnybok nachweisen sollen. Auch wird dort behauptet, Juden hätten die Nationalsozialisten unterstützt und wären Mitglieder der Wehrmacht gewesen.